# Atrocalopteryx atrata
Atrocalopteryx atrata är en trollsländeart som först beskrevs av Selys 1853.  Atrocalopteryx atrata ingår i släktet Atrocalopteryx och familjen jungfrusländor. Inga underarter finns listade i Catalogue of Life.

## Bildgalleri

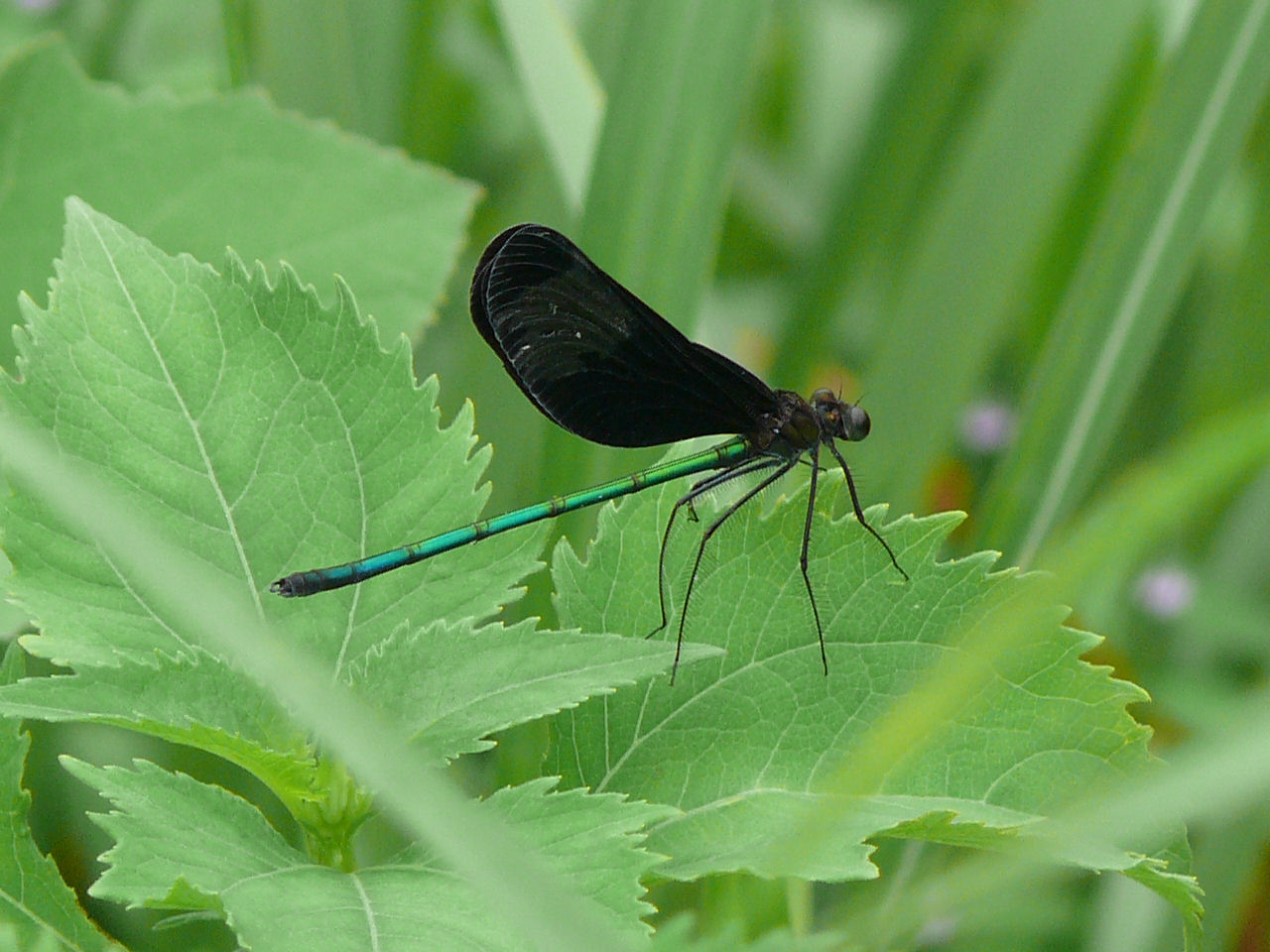
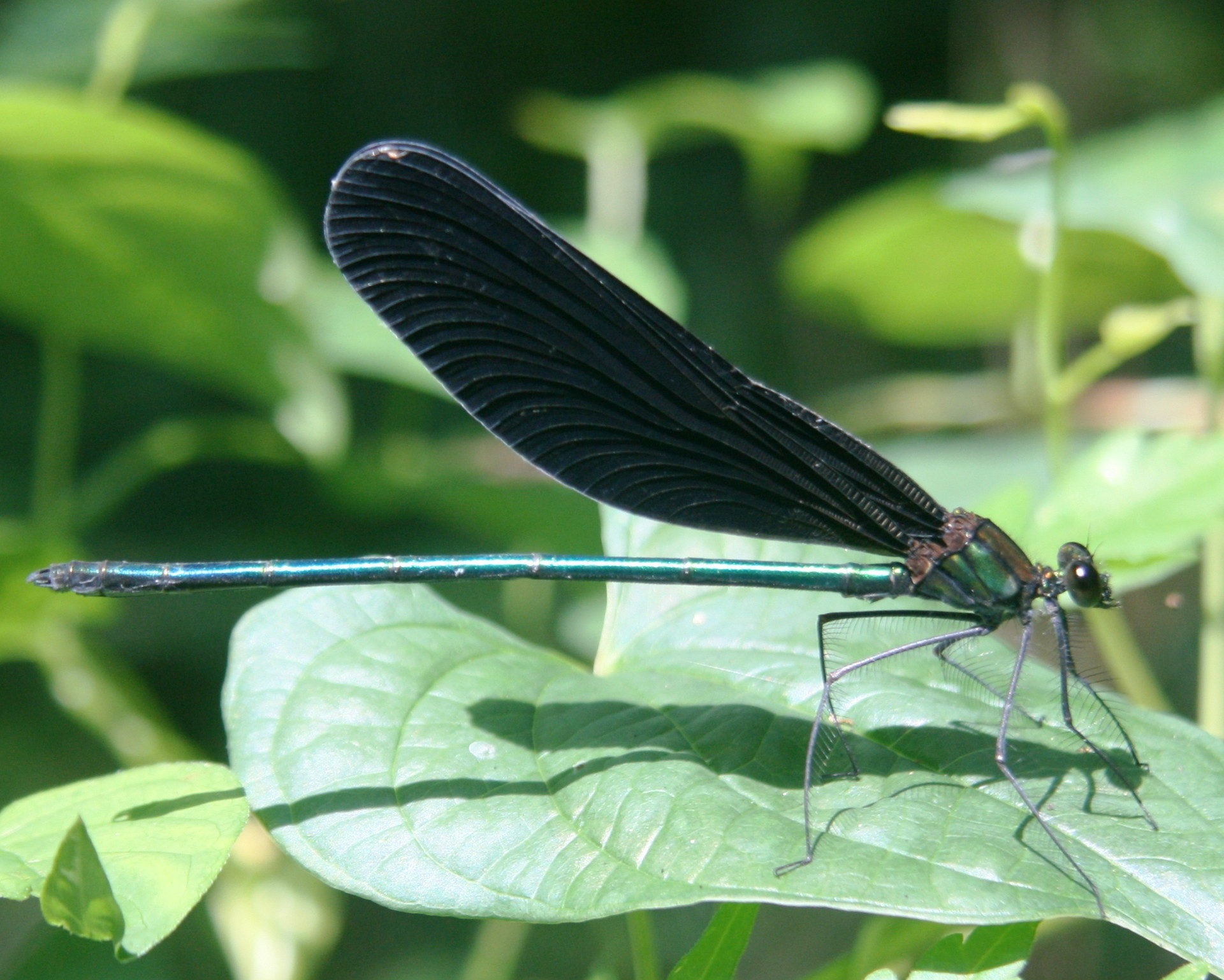
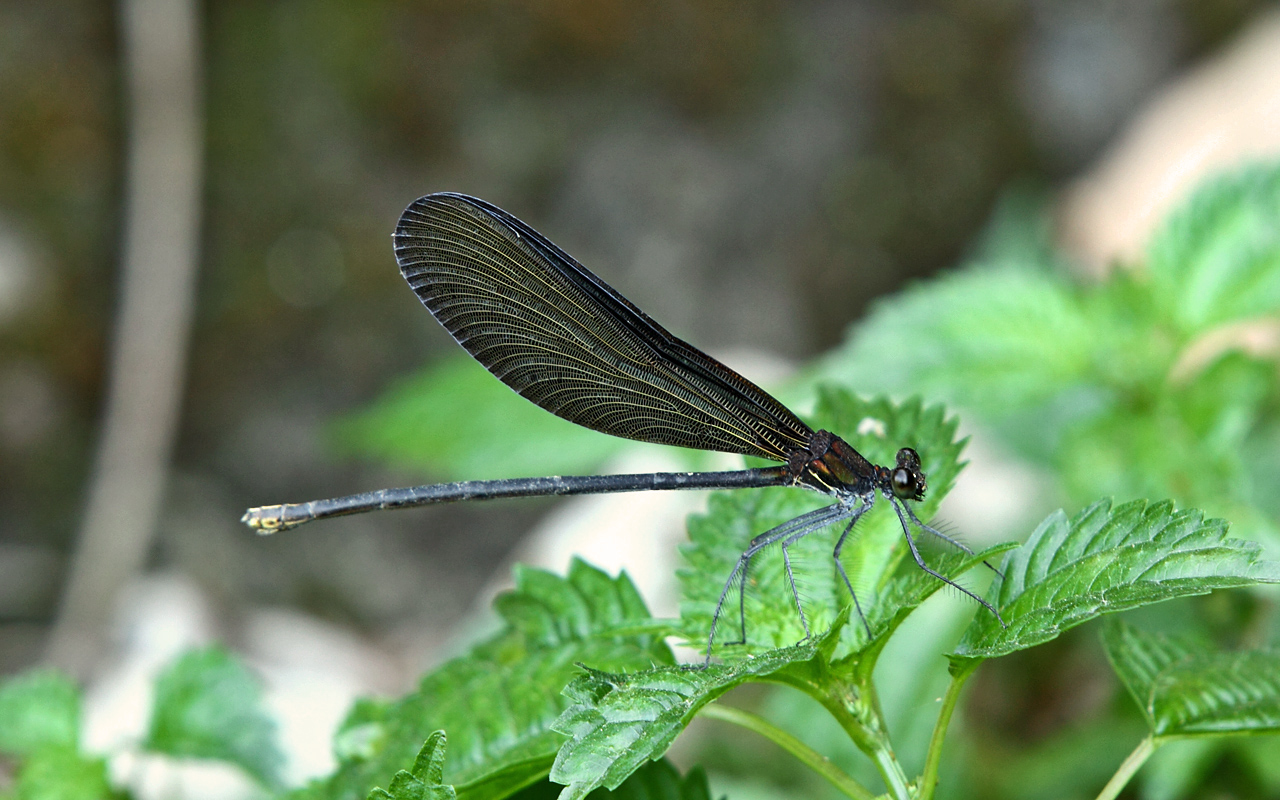
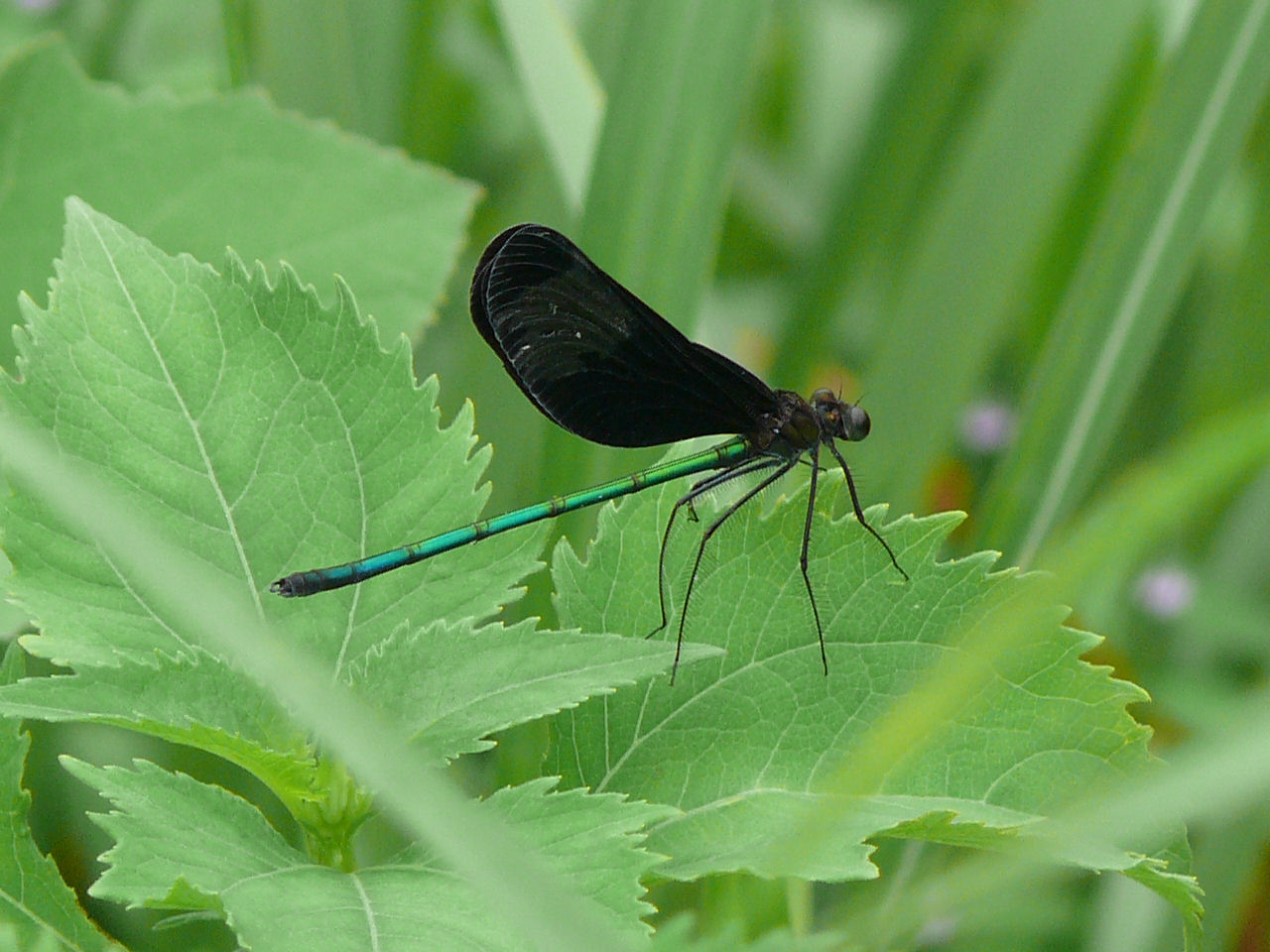
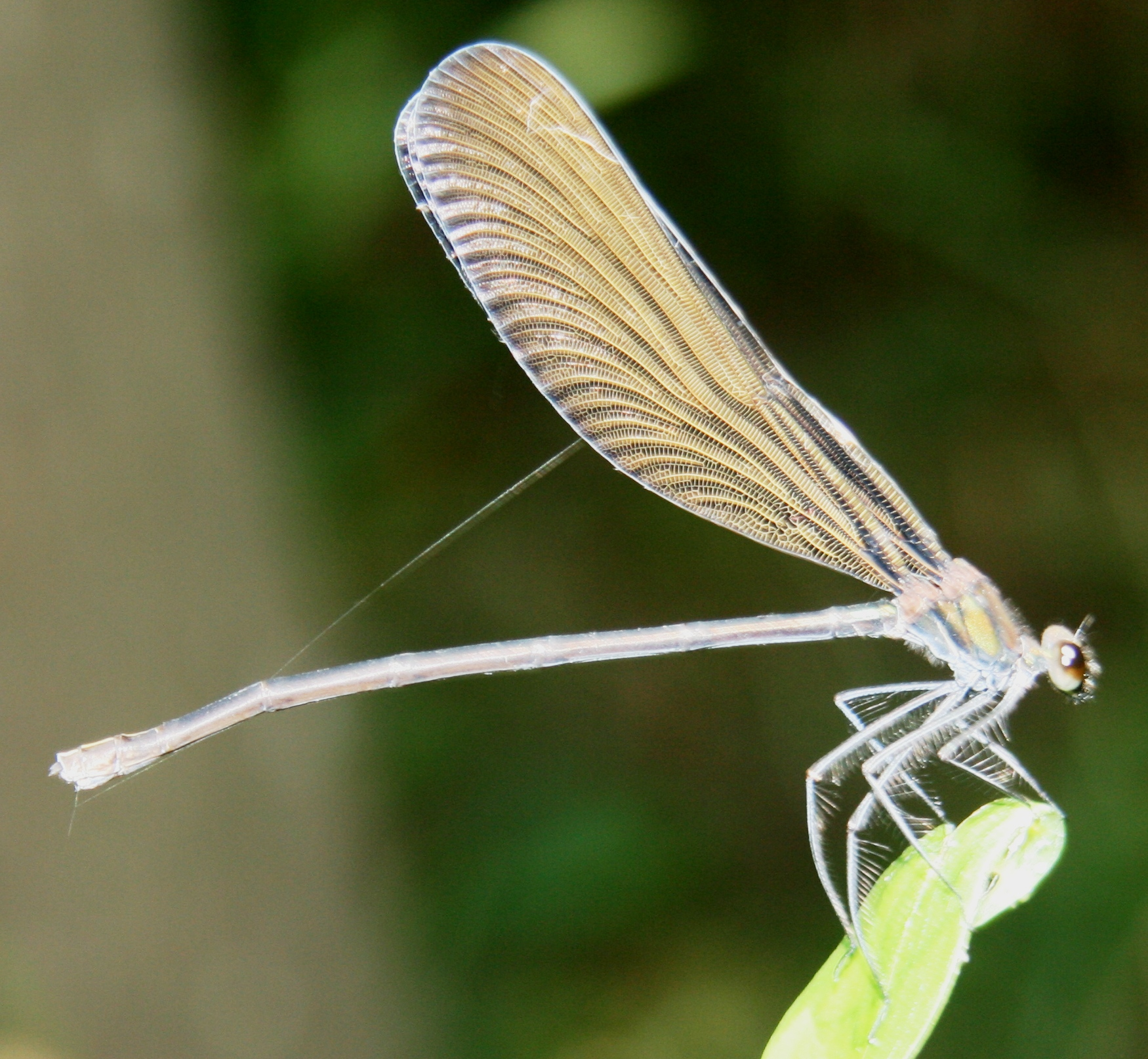